# Semakî, Ripkî
Semakî (în ucraineană Семаки) este un sat în comuna Mohnaci din raionul Ripkî, regiunea Cernihiv, Ucraina.

## Demografie
Componența lingvistică a localității Semakî
     Ucraineană (98,35%)
     Belarusă (1,65%)
Conform recensământului din 2001, majoritatea populației localității Semakî era vorbitoare de ucraineană (98,35%), existând în minoritate și vorbitori de belarusă (1,65%).